# رئیس پلیس پپه
رئیس پلیس پپه (به ایتالیایی: Il Commissario Pepe) محصول ۱۹۶۹ فیلمی درام - کمدی ایتالیایی به کارگردانی اتوره اسکولا است. فیلم در ویچنزا فیلمبرداری شده است اما نام شهر هرگز در فیلم نمی‌آید.

## داستان فیلم
آنتونیو په په یک سربازرس پلیس در شهر کوچکی در شمال ایتالیا است. او مجبور به تحقیق درباره زندگی خصوصی شهروندان حتی اعضای بلندپایه جامعه می‌شود.